# Thymistida
Thymistida là một chi bướm đêm thuộc phân họ Drepaninae.